# Piel naranja
Piel naranja é uma telenovela argentina produzida pela Pol-ka Producciones e exibida pelo Canal 13 entre abril de 1975 e dezembro de 1975.

## Elenco
- Arnaldo André - Juan Manuel Alinari
- Marilina Ross - Clara Romero
- Raúl Rossi - Josquín Salazbau
- China Zorrilla - Elena Romero
- María del Carmem Balenzuela - María Lidia
- Raúl Taibo - Marcelo Quelo
- José María Langlais - Dr. Castillo
- Antuco Telesca - Benjamín
- Paquita Más - Amparo